# اندیس منطقه ۶ جیان
منطقه ۶ جیان یک اندیس فلزی است که در حوالی شهر جیان استان فارس قرار دارد و مادهٔ معدنی موجود در آن، مس است.سنگ میزبان این اندیس آهک ، ماسه سنگ ، شیل است و دیرینگی آن به دوران ژوراسیک می‌رسد. در این اندیس، پاراژنز‌های پیریت، گالن ، هماتیت ، باریت ، کوارتز یافت می‌شوند.